# مسیلینام
مسیلینام (انگلیسی: Mecillinam) یک آنتی بیوتیک از خانواده پنی سیلین ها است که در درمان بیماری هایی چون عفونت ادراری، حصبه و تب شبه‌حصبه (پاراتیفوئید) کاربرد دارد.